# Cases del Raval (Campdevànol)
Cases del Raval és una obra del municipi de Campdevànol (Ripollès) inclosa en l'Inventari del Patrimoni Arquitectònic de Catalunya.

## Descripció
Conjunt uniforme d'habitatges construïts dins les mateixes dates i amb una tipologia idèntica. Tot i alguns afegits posteriors, conserven l'aspecte homogeni. Estan reformats per una planta baixa artesanal, dos pisos d'habitació i unes petites golfes.